# Iquique
Iquique − miasto w północnym Chile, na wybrzeżu Oceanu Spokojnego, na zachód od Pustyni Atakama, stolica regionu Tarapacá. Współrzędne geograficzne: 20°13′S 70°10′W/-20,216667 -70,166667. Ludność: 214,6 tys. (2002).
W Iquique znajduje się największa w Ameryce Południowej portowa strefa wolnocłowa (Zona Franca, nazywana Zofri). Na obszarze ok. 2,4 km² znajdują się liczne magazyny, oddziały banków oraz restauracje.
W okresie do wojny o Pacyfik ("saletrzanej") 1879–1884, Iquique należało do Peru; przed portem Iquique miała miejsce bitwa morska 21 maja 1879, w której poniósł śmierć chilijski bohater narodowy Arturo Prat.
Miasto należy do najsuchszych miejsc na Ziemi, suma rocznych opadów atmosferycznych nie przekracza 1 mm.
Na wschodnich obrzeżach miasta znajduje się powstała około 20 tys. lat temu wydma Duna el Dragon, która oddziela miasto od Pustyni Atakama. Chociaż wydma jest jedną z atrakcji turystycznych regionu, zagraża ona miastu stopniowo przesuwając się na zachód i pochłaniając zabudowania.
W mieście rozwinął się przemysł mięsny, cukrowniczy, rafineryjny oraz cementowy.

## Miasta partnerskie
- Oruro, Boliwia
- Taizhou, ChRL
- Abu Zabi, ZEA
- Miami, USA
- Aszkelon, Izrael
- Oppido Lucano, Włochy
- Asunción, Paragwaj
- Arequipa, Peru
- Tacna, Peru